# Slaget vid Lutterberg (1758)
Slaget vid Lutterberg ägde rum den 10 oktober 1758 under sjuårskriget mellan en fransk styrka på 42 000 man kommenderade av Prince de Soubise och en mycket mindre engelsk-tysk styrka kommenderade av general Christoph Ludwig von Oberg.  
De två arméerna mötte varandra nära staden Lutterberg i Niedersachsen. De 14 000 soldaterna, mestadels preussare, överväldigades av flera angrepp från det franska kavalleriet och var tvungna att retirera. Trots det faktum att Soubise vann en avgörande seger var han långsam med att följa efter fienden. Detta fick hans överordnade i Paris att ersätta honom med Marquis de Contades.
Soubise fick en marskalkbatong för denna seger. 